# Егиянц, Валерий Амазаспович
Валерий Амазаспович Егиянц (род. 28 февраля 1939) — советский писатель

-сатирик

, сценарист и драматург, юморист

. Печатался в «Литературной газете», «Крокодиле», «Аргументах и фактах», «Известиях», «Неделе», «Комсомольской правде», «Московском комсомольце», «Московской правде», «Вечерней Москве», «Собеседнике» и пр. Рассказы в различных сборниках и антологиях.
Издал  авторский сборник юморесок «Путана и Челентано» (1990) под псевдонимом Валерий Еги-Янц. Кроме того, печатался в США и Германии. Член редколлегии американского журнала «Наш дом — Америка».
В 2015 году вышла новая книга Валерия Егиянца «Театр мысли». Здесь афоризмы, юморески, записные книжки и забавные истории при встречах с корифеями юмора и не только.
Валерий Егиянц — обладатель Гран-при сатирического киножурнал «Фитиль», лауреат юмористической премии газеты «Московский комсомолец», лауреат Всесоюзного фестиваля «Юмористической физики», Победитель Литературного конкурса на лучшую юмористическую историю ТВ РЖД. Награжден Благодарностью министра культуры Российской Федерации за большой вклад в развитие культуры и многолетнюю плодотворную работу.